# Me and My Moulton
Me and My Moulton é um filme em curta-metragem animado canadense-norueguês de 2014 dirigido e escrito por Torill Kove. A obra foi indicada ao Oscar de melhor curta-metragem de animação na edição de 2015.

## Elenco
- Andrea Bræin Hovig - narrador

## Prêmios e indicações
- Indicado: Oscar de melhor curta-metragem de animação (2015)